# Pasquale Tridico
Pasquale Tridico (ur. 21 września 1975 w m. Scala Coeli) – włoski ekonomista i nauczyciel akademicki, profesor, w latach 2019–2023 prezes Krajowego Zakładu Zabezpieczenia Społecznego (INPS), poseł do Parlamentu Europejskiego X kadencji.

## Życiorys
W 2000 ukończył nauki polityczne na Uniwersytecie Rzymskim „La Sapienza”. Uzyskał następnie magisterium z ekonomii i stosunków międzynarodowych, kształcił się również na Uniwersytecie Sussex. Doktoryzował się w 2004 w zakresie ekonomii politycznej na Università degli Studi Roma Tre. Został nauczycielem akademickim na tej uczelni, w 2014 i 2019 obejmował kolejne stanowiska profesorskie. Jako stypendysta Programu Fulbrighta pracował naukowo na New York University. Autor kilku monografii, w tym Inequality in Financial Capitalism (Routledge, 2017) i Economia del lavoro (Mondadori Università, 2019).
Został doradcą lidera Ruchu Pięciu Gwiazd Luigiego Di Maio do spraw dochodów obywatelskich. Przed wyborami w 2018 został wskazany jako kandydat tego ugrupowania na ministra pracy. W latach 2019–2023 sprawował urząd prezesa Krajowego Zakładu Zabezpieczenia Społecznego (INPS). W grudniu 2023 dołączył do kierownictwa M5S jako koordynator komitetu do spraw szkoleń. W 2024 został wybrany w skład Europarlamentu X kadencji.